# Klein Liedern
Klein Liedern ist ein Ortsteil der Hansestadt Uelzen im niedersächsischen Landkreis Uelzen. 

## Geografie und Verkehr
Klein Liedern liegt östlich des Stadtkerns von Uelzen und nordöstlich von Groß Liedern. Die B 493 verläuft nördlich und die B 71 südlich vom Ort. Nördlich fließt der Klein Liederner Bach, westlich verläuft der Elbe-Seitenkanal.